# 에픽세븐
에픽세븐은 슈퍼크리에이티브에서 개발하고 스마일게이트에서 배급하는 모바일 RPG게임이다.

## 등장인물
출처는 게임 내 영웅 선택 화면에서 '자세히' 항목을 눌렀을 때 나오는 내용이다.
네무나스 ( 성우 : 이소은 ) - 애칭은 네무. 어린 시절 용의 계곡에서 윈텐베르크의 여왕과 용기사들에게 도움을 받았다. 그 후 언젠가 용기사가 되겠다고 결심했으며, 무술 대회에 참가하기 위해 하산했다.
데스티나 ( 성우 : 여민정 ) - 서쪽의 빛나는 짐승이라는 별명으로 불리는, 빛과 금속의 주인. 가을의 정령왕 데스티나. 깊이 아끼던 정령사의 모습을 흉내 내 현현했다.
도미니엘 ( 성우 : 박신희 ) - 대대로 정령왕 닉시드를 모셔온 가문의 후계자. 어마어마한 노력 끝에 닉시드의 힘을 이용한 마법을 펼칠 수 있게 되었지만, 여전히 자기 실력에 확신이 없다.
도살부대원 ( 성우 : 최낙윤 ) - 일리오스교의 도살부대는 반역자나 도망자를 추적해 처단하는 걸 주 임무로 삼는다.
< 전직 > 카오스교 도살추적자 - 카오스교 도끼 대장군과 다툰 후, 카오스교를 뛰쳐나왔으나 곧 장미의 사도회에 붙잡힌다. 가까스로 탈출하던 중, 죽음의 공포를 느끼고 절망한다. 그리고 마침내 카오스 신의 존재를 깨닫게 된다.
디에네 ( 성우 : 김하영 ) - 이제라의 성녀 디에네는 여신의 계시를 받고 두려움 없이 모두를 이끌어, 성약이 없는 상황에서도 마신 전쟁을 승리로 이끌었다고 한다. 그리고 그 소녀는 훗날 이제라의 여왕이 되었다.
디에리아 ( 성우 : 김보영 ) - 모험을 즐기며 사는 여성으로 느긋하고 담담한 성격. 스릴 넘치는 상황을 좋아하기에 항상 위험한 곳만 골라 다닌다. 주변 사람들과 엮이는 걸 귀찮아해 늘 혼자 다니지만, 남다른 미모의 소유자라 늘 사람들 시선을 끄는 편.
[ 월광 ] 여일의 디에리아 - 서면 작약, 앉으면 모란과 같은 굉장한 미모의 현상금 헌터. 외모를 가꾸고 칭찬받는 것을 매우 좋아하며, 현재는 세계선을 넘나들며 범죄자를 쫓고 있다.
라스 ( 성우 : 이경태 ) - 여신이 이 세계와 생명을 지키기 위해 만들어낸 존재. 계승자들의 수장이자 여신의 분신으로 추앙받는다. 선량한 성품과 이해심을 가지고 있으나 인간에 대한 이해가 다소 부족한 면이 있다.
랑디 ( 성우 : 김새해 ) - 도시의 이익과 질서를 위해 고군분투하는 원리원칙주의자. 구형 모델이라 내구성은 좋지만 안 되는 기능이 많으며 후속 모델인 플랑을 동생처럼 생각한다.
로리나 ( 성우 : 곽규미 ) - 웨더릭무어의 방패기사단 자치구의 견습생 소녀. 방패기사단의 기사가 되겠단 목표로 열심히 연습 중. 본인은 당당하고 똑 부러진 성격이라 생각하지만, 실제로는 단순하고 쉽게 남에게 속아 넘어가는 허당.
< 전직 > 지휘관 로리나 - 창술로 와이번을 제압하고 정식 기사가 된 로리나. 방패기사단을 선봉에서 이끌겠다는 목표를 가지고 있으며 옳다고 생각하는 일에 앞뒤 재지 않고 달려드는 성격은 여전하다.
로제 ( 성우 : 곽규미 ) - 한때 세실리아의 측근으로 윈텐베르크에서부터 그녀를 따랐다. 싸움을 좋아하고 유머러스한 성품이며 가장 강한 전사는 가장 후회 없는 죽음을 맞게 된다는 신념을 가지고 있다.
[ 월광 ] 그림자 로제 - 세실리아의 뒤를 밟고 있으며, 언제나 세실리아를 쫓아다니는 수호자. 그 과정에서 마음이 완전히 망가져 전쟁 기계 같은 존재로 변했다. 집요하고 집착이 강한 성격.
루나 ( 성우 : 김보영 ) - 윈텐베르크의 용기사. 드래곤의 뿔을 지닌 반룡으로, 선왕 프란체스카 때부터 윈텐베르크 왕가에 충성을 바쳤다. 늘 웃음이 걸린 입매 뒤에 복잡한 감정이 숨겨져 있다는 사실을 아는 이는 드물다.
[ 월광 ] 보조형 랏츠 ( 성우 : 최승훈 ) - 레인가르에서 랏츠를 모델로 제작한 마법 인형. 원래의 랏츠에 비하면 승리욕이 강하고 인정받고 싶어하는 면이 커서 레인가르의 이런저런 일들에 열심히 참여해 활약 중이다.
마야 ( 성우 : 김보영 ) - 방패기사단의 초보 기사. 강한 팔힘이 자랑한다. 사람들을 호위하는 일에 보람을 느끼고 방패기사단에 투신했으며, 고향의 가족을 소중하게 생각하게 여기고 있다.
메르세데스 ( 성우 : 여윤미 ) - 몇 년 전 이제라의 여왕 디에네의 손에 맡겨진 호문클루스. 감정을 잘 드러내지 않는 포커페이스지만, 자신에게 친절한 사람에겐 쉽게 정을 붙이는 편이다. 가끔 어설프게 다른 사람의 흉내를 내거나 타인의 말을 따라 한다.
몽모랑시 ( 성우 : 여민정 ) - 푸른성십자회의 견습 수녀. 클라릿사와 아카테스의 후배이며 클라릿사를 대단히 좋아한다. 순진하고 실수가 잦지만 긍정적인 마음으로 이겨낸다.
무카차 ( 성우 : 소정환 ) - 도적단 우두머리 노릇을 하는 등, 제멋대로 살던 남자. 세실리아를 만나 개과천선한 후, 코르부스 수하로 들어가 건실하게 살고 있다. 의리를 소중히 여긴다.
미스티체인 ( 성우 : 김영은 ) - 타락한 정령인 밴시의 일종. 고통스러운 배신으로 얼어붙은 격정에 대한 노래를 부른다. 자비심 없는 손길로 상대를 부숴버린다고 알려져 있다.
비비안 ( 성우 : 곽규미 ) - 은둔 마법 학자의 외손녀이며 마력의 재능을 지닌 비비안. 서로 견제하는 마도사 세력 사이에서 균형을 유지하며 위치헤이븐을 통치하고 있지만, 확산되는 언노운과 내부의 정적들로 인해 매일 살얼음판을 걷고 있다.
빌트레드 ( 성우 : 남도형 ) - 건강하고 정직한 이제라의 대장군. 유머러스한 말투 때문에 일견 가벼워 보이지만, 자신이 옳다고 생각하는 길을 흔들리지 않고 걸어 나가는 진지한 면도 갖추고 있다.
세릴라 ( 성우 : 이유리 ) - 화려한 미모에 뇌쇄적인 웃음이 트레이드 마크인 마법사. 현실주의자로, 돈을 매우 사랑한다. 아름다운 것들로 자기 몸을 꾸미는 걸 가장 좋아한다. 마법 도구 채티를 항상 지니고 다닌다.
세즈 ( 성우 : 홍범기 ) - 냉정하고 조용한 남자. 걸어 다니는 흉기, 버서커라는 별명이 붙었다. 사도에게서 얻은 힘으로 호문클루스 실험실을 탈출했으며, 그 후 연쇄 살인범으로 지목당해 쫓겨 왔다.
솔 ( 성우 : 나카타 조지 ) - 전 세계를 돌아다니며 수배범을 잡는 현상금 사냥꾼이자, 기어 말살자이다. 뛰어난 전투력을 지니고 있으며, 모든 속성의 법력을 습득했지만 주로 [불 속성]을 사용한다. 퉁명스럽고 거친 말투를 쓰며 말보다는 행동이 앞서는 편이다.
슈리 ( 성우 : 신용우 ) - 화약 무기 전문가. 명맥이 끊어졌던 총술을 예술의 경지로 올려놓은 실력자. 총술사로서의 자부심이 강하고 오만하다. 완력이 약한 면에 콤플렉스가 있다.
시더 ( 성우 : 신용우 ) - 웨더릭무어에 황폐한 요새를 차지한 용병단, [들개단]의 막내이자 마스코트. 유쾌한 성격으로 항상 바람을 가르며 종횡무진한다. 가벼워 보이는 외견과 달리 시키는 일은 뭐든지 해내는 유능한 멤버다. [들개단]을 가족처럼 아낀다.
실크 ( 성우 : 여민정 ) - 영원의 숲 [던 블라이아] 출신의 어린 엘프로 아주 어린 시절 숲을 떠났기 때문에 다른 엘프나 던 블라이아에 대해서는 잘 알지 못한다. 봄바람처럼 밝고 쾌활한 성격.
아라민타 ( 성우 : 박신희 ) - 언노운을 조사하는 특무대 팬텀의 리더. 서글서글하고, 명랑한 성격의 여성. 남편이 있었지만 언노운 때문에 잃어버렸으며, 그 후로 언노운의 위험성을 주변에 알리기 위해 팬텀을 조직했다. 싸울 때는 뛰어난 전투 실력을 자랑하지만, 평소엔 남편 자랑하기 바쁜 팔불출.
[ 월광 ] 백은칼날의 아라민타 - 사브와라에서 전설로 남은 [백은칼날 용병단]의 대장. 처음엔 갈 곳 없는 이들과 함께 활동하는 소규모 집단이었으나, 특유의 카리스마 덕에 어쩌다 보니 대장이라 부르며 따르는 이들이 늘었다.
아밍 ( 성우 : 박신희 ) - 간지럼을 많이 타는 고양이형 수인족. '귀와 꼬리 용병단'의 단장이며 씩씩하며 쾌활하다. 다만, 쉽게 솔깃해서 장사를 하는 형제 자매의 꾐에 금방 넘어가곤 한다. 귀걸이 수집을 좋아하지만 귀가 약점이라 귀걸이를 하지 못한다.
아이테르 ( 성우 : 여민정 ) - 이제라 성왕국의 왕자. 언제나 밝고 씩씩한 게 특징이다. 자신을 연약한 소년으로만 보는 주변 사람들을 못마땅해하며, 언젠가 어머니처럼 용감한 기사로 이름을 날리고 싶어 한다.
[ 월광 ] 슈팅스타 아카테스 ( 성우 : 김현지 ) - 좋게 말하면 자유분방, 나쁘게 말하면 책임감이 없는 쾌락주의자. 자극이 없는 인생은 무의미하다 생각하며, 늘 사건 사고를 찾아 떠돌아다닌다.
알렉사 ( 성우 : 이유리 ) - 성검기사단 소속. 어리지만 정식 기사 서임을 받았으며 각종 수색 및 출장 업무에 차출될 만큼 신뢰받고 있다. 한때 이세리아에게 검을 배웠고, 그녀를 몹시 존경한다.
에노트 ( 성우 : 오인성 ) - 장미의 사도회 소속 사제. 이제라 귀족 가문과 연줄이 있어, 그 연줄로 장미의 사도회에 들어왔다. 비열하고 거만한 성격으로 자신의 능력을 과신하며, 강한 출세욕을 갖고 있다.
엘슨 ( 성우 : 이경태 ) - 이제라 성검기사단 견습생 소년. 본래 이제라 출신이지만 부모님은 현재 사브와라에서 장사를 하는 중이다. 상냥하고 친절하지만 소심한 성격으로 자신감이 부족한 편.
유나 ( 성우 : 김하영 ) - 레인가르의 학생회장이자 신수 카즈란에게 선택받은 계승자. 다른 세계에서 소환된 여고생이며 호기심이 많고 씩씩한 기계 마니아. 취미는 각종 실험.
이세리아 ( 성우 : 조경이 ) - 이제라 성검기사단의 부단장. 던블라이아 출신의 엘프이지만 어떤 사정으로 인해 자신의 고향으로 돌아갈 수 없는 듯하다. '흰 꽃의 기사'라는 별명으로 불리며, 차분하고 정결한 성품이다.
제나 ( 성우 : 정유미 ) - 장미의 사도회 소속의 마법사. 신중하고 차분한 성격의 소유자. 어떤 일에도 좀처럼 동요하는 법이 없다. 같은 장미의 사도회 소속인 리디카와는 소꿉친구 사이.
제라토 ( 성우 : 남도형 ) - 레인가르의 빙결술사. 정령술사 가문의 차남으로 겨울의 정령왕 닉시드를 불러내 얼음의 축복을 받았다. 더운 걸 싫어하며 폼 잡는 걸 좋아하는 천재. 레인가르 학생답게, 사소한 건 신경 쓰지 않으며 정령술 연구를 위해서는 금기의 선을 쉽게 넘어 버린다.
제크토 ( 성우 : 이경태 ) - 이탄 부족 출신의 용병. 멸시받는 수인들의 처우를 개선하기 위해 실력 있고 이름 난 용병이 되겠단 목표를 갖고, 누구보다 열심히 자기 단련에 온 힘을 다하고 있다.
체르미아 ( 성우 : 박신희 ) - 승리욕이 강하나 운이 매우 없는 기사. 내기나 도박에 화끈하게 모든 걸 걸어버리고 개털이 되는 경우가 많다. 이런 성격 때문에 부모님이 유산을 물려주지 않아 동생인 캐롯에게 일정 금액의 용돈을 타서 생활한다.
카르투하 ( 성우 : 정재헌 ) - 파르스에서 유랑하며 생활하던 투하르타 부족은 모래 폭풍으로 거의 전멸하고 소수의 생존자는 카르투하와 함께 방랑길에 나선다. 카르투하는 부족을 위해 오늘도 물불 가리지 않고 용병 일에 뛰어들며, 밤낮없이 몸바쳐 일 하고 있다.
카린 ( 성우 : 김현지 ) - 레인가르의 공안부 소위. 창의성이 넘치는 학원 도시의 학생 사이에서 나름대로 질서 유지를 위해 고군분투 중이다. 신념은 강한데 요령이 부족해서 이따금 소동의 중심에 선다. 공안부의 실세이자 공안부의 양심으로 불린다.
[ 월광 ] 혈검 카린 - 저주받은 마검의 의지와 끝없이 투쟁 중인 카린. 마검에 깃든 힘에 휘둘려 문제를 일으킨다. 검의 영향을 받아 호전적이고 냉정하지만 검의 지배에서 벗어나 의외의 일면을 보여줄 때도 있다.
카마인로즈 ( 성우 : 조경이 ) - 타락한 정령인 밴시의 일종. 축제 다음날의 말라비틀어진 장미 꽃잎을 연상시키는 카마인로즈는, 실패한 복수에 대한 노래를 부르며 상대를 현혹한다고 알려져 있다.
< 전직 > 전도자 카마인로즈 - 자신의 소망을 거부한 여신교에게 원한을 품은 밴시. 여신교가 주적이라는 공통점을 지닌 카오스교에 공감을 느껴 전도자가 되었다. 하지만 역할이 성격에 잘 맞지 않아서 어떻게 해야 잘할 수 있을지 고민 중이다.
캐롯 ( 성우 : 여민정 ) - 레인가르 마법 연구부 소속의 학생. 이따금 진저와 헤어즐의 부탁으로 학생회 회계 업무를 도와준다. 숫자에 강한 편이고 이성적이지만, 징크스에 신경을 쓰느라 이상한 장식을 하는 등 이상한데 집착하는 면도 있다.
< 전직 > 연구자 캐롯 - 레인가르의 시험 중에서도 가장 악명 높은 마법 연구 전공 시험에 합격, 정식으로 연구자 지위를 얻게 된 캐롯. 시험을 통과하면 편해질 줄 알았는데, 왠지 더 바빠진 듯한 느낌이다.
코르부스 ( 성우 : 박성태 ) - 장미의 사도회 소속의 사제. [어린 양들의 영원한 어머니 전도단]을 이끌며, 파르스 일대에서 명성이 자자하다.
쿠루리 ( 성우 : 김하영 ) - 아밍의 용병대 '귀와 꼬리 용병단'의 일원. 적당히 벌어 적당히 사는 걸 목표로 하고 있으며 귀찮은 걸 싫어한다. 어린 시절 던 블라이아를 떠나서 자신이 엘프라는 자각이 없다.
크로제 ( 성우 : 홍범기 ) - 이제라의 방패기사단장. 규율과 규칙을 매우 중요시하고 엄격한 데다 고지식하기까지 하다. 지나치게 강직한 나머지 남의 잔꾀를 눈치 채지 못하는 경향도 있다.
클라릿사 ( 성우 : 정혜원 ) - 푸른성십자회 소속의 어린 수녀. 청순가련해서 교단의 마스코트 같은 존재였다. 그러나 순례길에 오르자마자 이중인격에 가까운 전투 수녀의 본성을 드러내기 시작했다.
[ 월광 ] 메이드 클로에 - "너라면 우리 가게의 여왕님이 될 수 있다!!"는 권유에 솔깃해 메이드 카페에 들어간 클로에. 하지만 메이드가 무슨 일을 하는 직업인지는 모르며 남의 수발을 들 생각도 없어 보인다.
키리스 ( 성우 : 김현지 ) - 던 블라이아의 엘프였지만 마신 전쟁 때 연인을 잃고 던 블라이아를 떠나 암살 조직 시카에 들어가게 된다. 평소에는 멍하고 어수룩하게 행동하지만 알고 보면 예민한 감각의 소유자.
타라노르 왕궁병사 ( 성우 : 소정환 ) - 타라노르 왕궁에서 왕과 왕궁을 호위하고 있는 병사. 최근 타라노르 전역에 흐르는 불온한 분위기 속에서도 왕에게 충성을 바치며, 타라노르를 위해 일하고 있다.
타이윈 ( 성우 : 김영선 ) - 북방 대륙 에우레카에 위치한 레펀도스 왕국의 근위 대장. 국왕 슈니엘의 눈에 들어 근위 대장으로 일하고 있다. 성실한 노력가 타입이나 규칙과 질서를 중시하는 경향이 있어 주변에 말이 잘 안 통한단 인상을 주기도 한다.
테네브리아 ( 성우 : 이소은 ) - 모든 환상을 자유자재로 다루는 사도. 환영의 왕이라고도 불린다. 공포에 질린 상대에게 환상을 보여주며 현혹하거나 남의 모습을 훔치기도 한다. 매우 잔혹하고 장난스러운 성격.
필리스 ( 성우 : 조경이 ) - 일리오스교 소속의 호문클루스. 실험으로 변이된 형태로 원래는 인간이었다. 현재는 인간이었던 과거를 기억하지 못하지만, 어떤 친구에게 버림받았다는 감정은 간직하고 있다.
헤이즐 ( 성우 : 정유미 ) - 레인가르 부학생회장인 진저의 여동생. 고지식한 독설가, 착실한 게으름뱅이, 요령 좋은 모범생. 자칭 학생회의 흑막. 레인가르 내의 각종 인간 관계와 학생들의 약점을 상세히 파악하고 있다.
헬가 ( 성우 : 김채하 ) - 자그마한 몸집에 거친 눈빛. 뿔 투구와 도끼가 트레이드 마크인 트레저 헌터 소녀. 말이 험하고 성격도 거칠다. 자신을 우습게 보는 사람들에게 질려, 혼자 움직이는 편이다.
휴라두 ( 성우 : 남도형 ) - 기억을 잃은 채 자신의 고향으로 돌아갈 방법을 찾아 떠돌고 있는 용병. 날카로워 보이는 인상과 달리 매우 진지하고 성실하며, 친절한 성격. 게다가 남을 쉽게 믿어 사기를 잘 당하는 타입이다.